# Fgura
Fgura es un consejo local y una pequeña ciudad maltesa, en la isla de Malta. Es uno de los 68 consejos locales. Fue comenzada recientemente en las cercanías del puerto y es una de las ciudades de más rápido crecimiento de Malta. Fgura ha crecido para convertirse en una de las principales áreas comerciales de la parte central-meridional de la isla. 
El escudo de Fgura se compone de una raya horizontal roja que contiene tres estrellas doradas de 5 puntas, centrada a través de un fondo blanco. La patrona de Fgura es Nuestra Señora del Monte Carmel y una fiesta anual en su honor se celebra el segundo domingo de julio.
Fgura también tiene una de las iglesias más peculiares de Malta, conocida como Stargate o Pirámide de Malta.
- Datos: Q44388
- Multimedia: Fgura / Q44388